# Province d'Oropeza
La province d'Oropeza est l'une des 10 provinces du département de Chuquisaca, en Bolivie. Son chef-lieu est la ville de Sucre, qui est également la capitale départementale ainsi que la capitale constitutionnelle de la Bolivie.
Elle est bordée au nord, à l'ouest et au sud par le département de Potosí, au nord-est par le département de Cochabamba, à l'est par la province de Jaime Zudáñez, au sud-est par la province de Yamparáez.
Elle est constituée de trois municipalités, soit Sucre (261 201 habitants), Poroma (17 377 habitants) et Yotala (9 461 habitants). Considérant qu'elle englobe la capitale du pays, il s'agit de la province de loin la plus peuplée du département, avec 288 039 habitants lors du recensement bolivien de 2012.

## Population

### Démographie

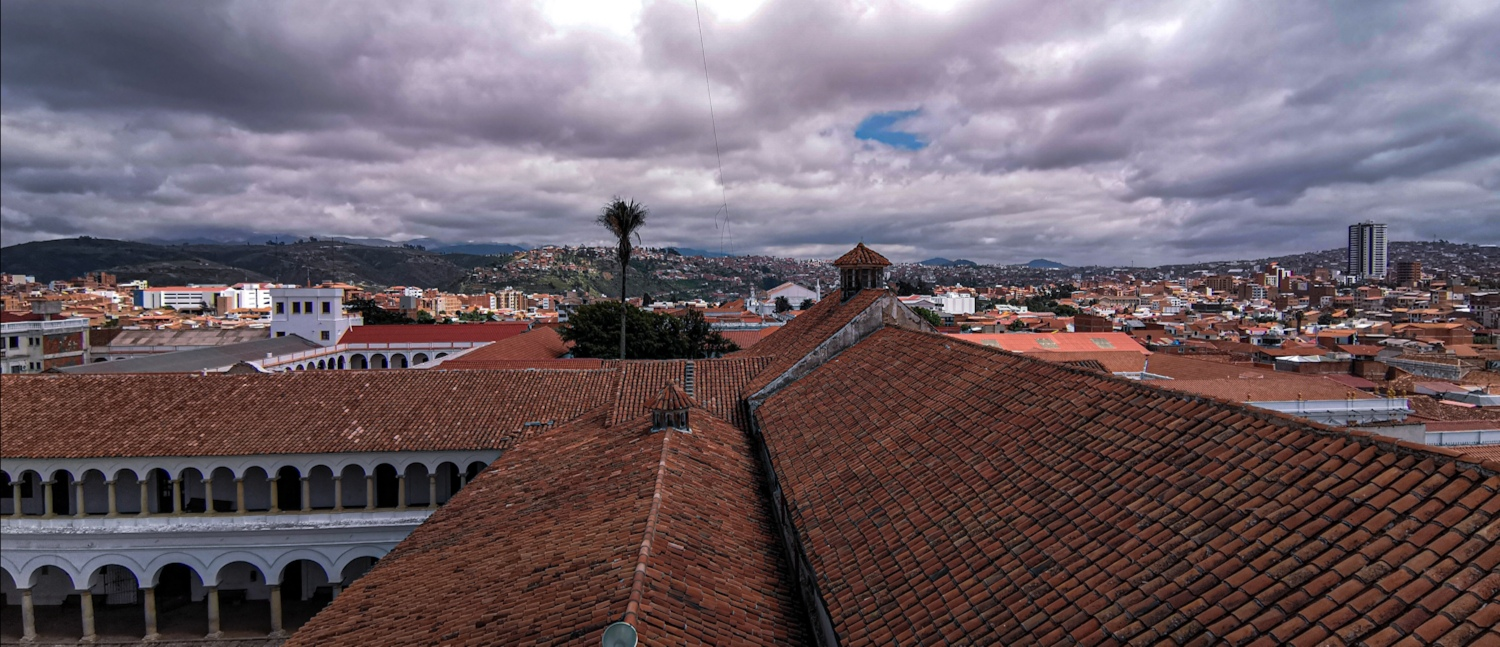
Vue de la capitale provinciale, Sucre.

Le tableau suivant présente l'évolution démographique de la province. 
| 1992    | 2001    | 2012    | 2022 |
| ------- | ------- | ------- | ---- |
| 176 298 | 241 376 | 288 039 | -    |

### Langues
Bien que l'espagnol soit davantage parlé dans la capitale, Sucre, le quechua y est nettement prédominant dans les autres municipalités de la province. Au total, environ 82,2 % de la population parle l'espagnol suivi du quechua à 69,3 %.